# Нова Весь-Велика (Великопольське воєводство)
Нова Весь-Велика (пол. Nowa Wieś Wielka) — село в Польщі, у гміні Пшедеч Кольського повіту Великопольського воєводства.
Населення — 150 осіб (2011).
У 1975-1998 роках село належало до Конінського воєводства.

## Демографія
Демографічна структура станом на 31 березня 2011 року:
|          | Загалом | Допрацездатний вік | Працездатний вік | Постпрацездатний вік |
| -------- | ------- | ------------------ | ---------------- | -------------------- |
| Чоловіки | 81      | 15                 | 59               | 7                    |
| Жінки    | 69      | 9                  | 42               | 18                   |
| Разом    | 150     | 24                 | 101              | 25                   |